# Courvite de Temminck
Cursorius temminckii
Espèce
Statut de conservation UICN

 LC  : Préoccupation mineure
Le Courvite de Temminck (Cursorius temminckii) est une espèce d'oiseaux limicoles de la famille des Glareolidae.

## Répartition
Cet oiseau vit en Afrique subsaharienne.

## Description

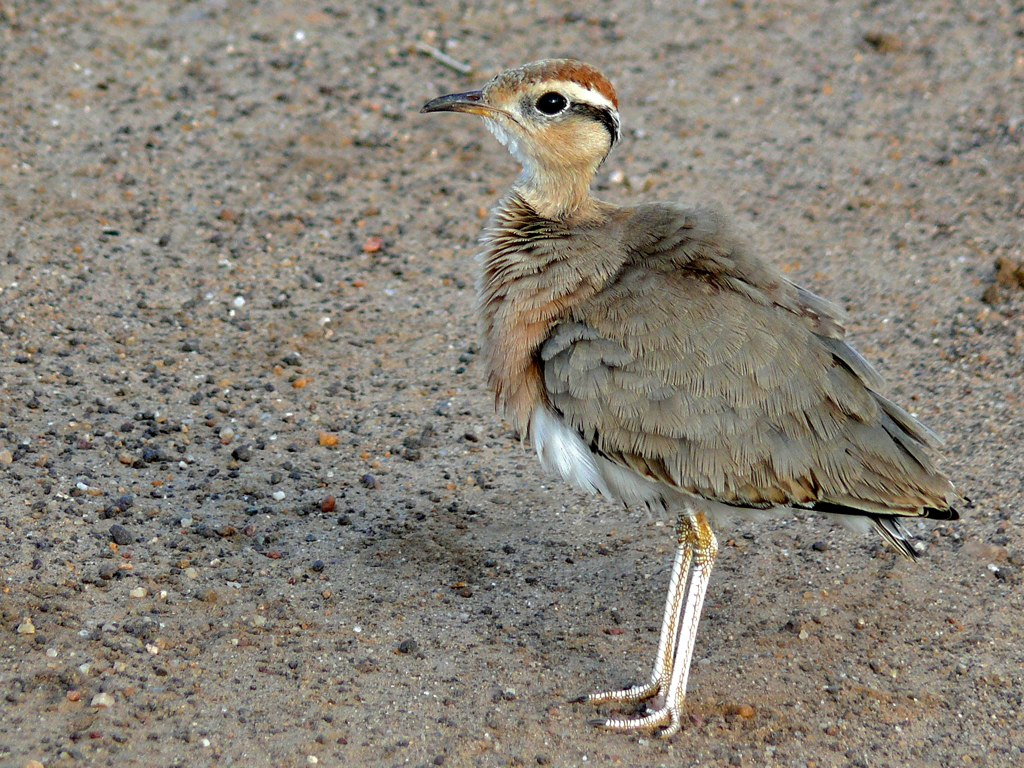
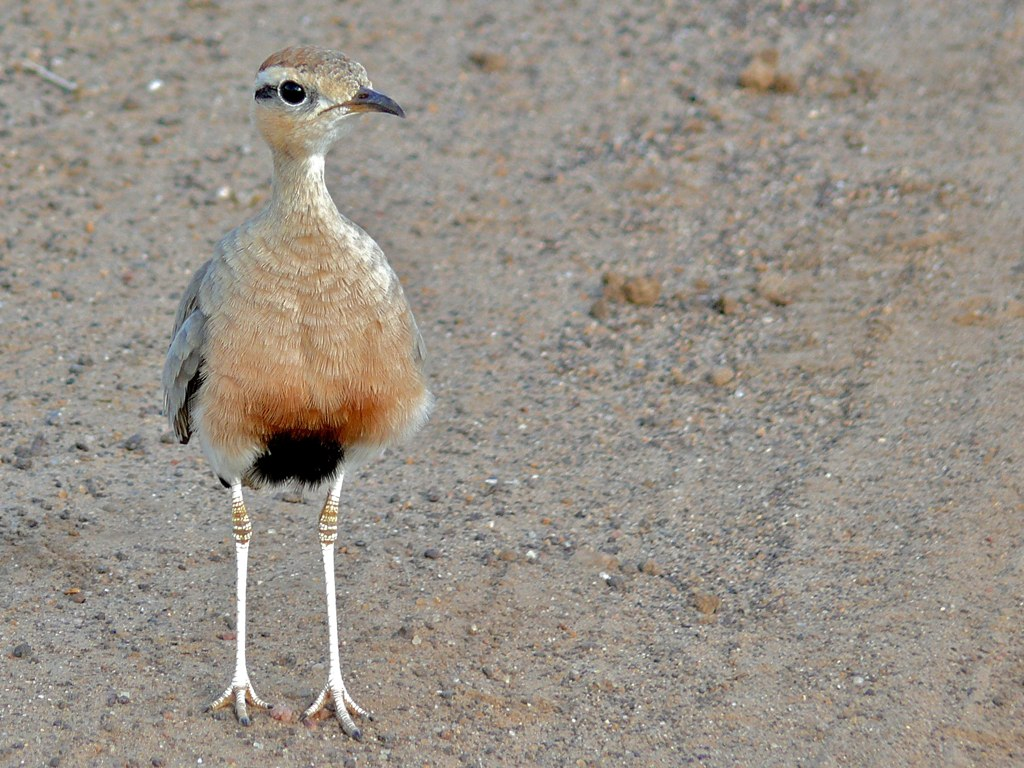

## Étymologie
Le nom de l'espèce commémore l'ornithologue néerlandais Coenraad Jacob Temminck (1778-1858).

## Sous-espèces
D'après la classification de référence (version 14.1, 2024) de l'Union internationale des ornithologues, le Courvite de Temminck possède 3 sous-espèces (ordre philogénique) :
- Cursorious temminckii temminckii Swainson, 1822 ;
- Cursorious temminckii ruvanensis Mádarasz, 1915 ;
- Cursorious temminckii aridus Clancey, 1989.